# Paranthura algophila
Paranthura algophila är en kräftdjursart som beskrevs av Brian Frederick Kensley och Marilyn Schotte 2000. Paranthura algophila ingår i släktet Paranthura och familjen Paranthuridae.
Artens utbredningsområde är Aldabra. Inga underarter finns listade i Catalogue of Life.